# アントンギル湾
アントンギル湾 (マダガスカル語：Helodranon' Antongila)はマダガスカル最大の湾で、トアマシナ州に属する。
島の北東部に位置し、南側に開ける。
南北約60km、東西約30kmの広さを持ち、東は国立公園が中心のマソアラ半島でインド洋と隔てられる。
湾の奥にはノジー・マンガブ島が浮かび、対岸にはマルアンツェトラ町が有る。
湾口西側には北マナナラ町と、マナナラ川河口が存在する。